# Джон Лоу
Джон Лоу (англ. John Lowe, нар. 21 липня 1945)  — колишній англійський професійний  гравець в дартс, триразовий чемпіон світу (BDO) з дартсу.

## Кар'єра
Лоу доки єдиний гравець окрім Філа Тейлора кому вдалося стати чемпіоном світу з дартсу в трьох різних десятиліттях (1979, 1987, 1993). В кінці 2018 року Джон Лоу став членом Ордена Британської імперії.